# Michael Tippett
Michael Kemp Tippett (Londen, 2 januari 1905 - aldaar, 8 januari 1998) was een Brits componist.

## Levensloop
Tippett was de jongste zoon van een advocaat en een schrijfster en groeide op in Wetherden, in Suffolk. Dit werd tweemaal onderbroken door reizen naar Frankrijk, waar zijn vader eigenaar van een hotel was. Op 18-jarige leeftijd besloot hij na het bezoek aan een uitvoering van Ravel's "Ma mère l'oye" bij een concert in Leicester, beroepsmusicus te worden. Hij studeerde van 1923 tot 1928 aan het Royal College of Music in Londen compositie, viool, piano en orkestdirectie.
Aansluitend werkte hij als leraar voor de Franse taal en als muziekleraar aan een school in Oxted, Surrey. Verder was hij dirigent van verschillende amateur-koren en leidde hij opera-uitvoeringen. In 1930 kon hij zijn tot dan toe gecomponeerde werken in Oxted uitvoeren, maar deze trok hij later weer terug, terwijl hij er goede kritieken over had gekregen. In hetzelfde jaar begon hij een privé-studie bij R. O. Morris, bij wie hij tot 1932 opleiding in contrapunt kreeg. Vanaf 1933 dirigeerde hij aan het Morley College het South London Orchestera, een orkest met werkloze muzikanten, alsook verschillende koren. In 1940 werd hij artistiek leider aan dit Morley College, een school voor volwassenenonderwijs.
Met de première van zijn oratorium A child of our time in 1944 beleefde hij de doorbraak als componist. In 1955 werd zijn opera The midsummer marriage voor het eerst opgevoerd maar niet zo positief ontvangen. Tegenwoordig staat het stuk echter bekend als een meesterwerk.
In 1951 stopte Tippett met zijn werk aan het Morley College, om zich voortaan vol op het componeren te concentreren. In 1966 werd sir Michael Tippet  geadeld. Van 1970 tot 1974 was hij directeur van het Bath-Festival.

## Composities

### Werken voor orkest

#### Symfonieën
- 1944-1945 Symfonie nr. 1
- 1958 Symfonie nr. 2
- 1972 Symfonie nr. 3, voor sopraan solo en orkest
- 1978 Symfonie nr. 4

#### Andere orkestwerken
- 1939 Concerto, voor twee strijkorkesten
- 1953 Fantasia Concertante over een thema van Arcangelo Corelli, voor strijkorkest
- 1956 Concert voor piano en orkest
- 1962-1963 Concert voor orkest
- 1991-1993 The Rose Lake, symfonisch gedicht

### Werken voor harmonieorkest en brassband
- Festal Brass with Blues (1983)
- Festival Overture (1983) voor brassband
- Mosaic
- Praeludium voor koperblazers, klokken en slagwerk (1962)
- Triumph - A Paraphrase on Music from "The Mosaic of Time" (1992)

### Muziektheater

#### Opera's
| Voltooid in | titel                  | aktes       | première                                                 | libretto         |
| ----------- | ---------------------- | ----------- | -------------------------------------------------------- | ---------------- |
| 1946-1952   | The Midsummer Marriage | 3 bedrijven | 27 januari 1955, Londen, Royal Opera House Covent Garden | van de componist |
| 1958-1961   | King Priam             | 3 aktes     | 29 mei 1962, Coventry, Coventry Theatre                  | van de componist |
| 1966-1969   | The Knot Garden        | 3 bedrijven | 2 december 1970, Londen, Royal Opera House Covent Garden | van de componist |
| 1973-1976   | The Ice Break          | 3 aktes     | 7 juli 1977, Londen, Royal Opera House Covent Garden     | van de componist |
| 1986-1988   | New Year               | 3 bedrijven | 1989 Houston (Texas)                                     | van de componist |

### Werken voor koor
- 1939-1941 A Child Of Our Time, oratorium voor sopraan, alt, tenor, bas, gemengd koor en orkest
- 1965 The Vision of Saint Augustine, voor bariton, gemengd koor en orkest
- 1982-1983 The Mask of Time, voor sopraan, mezzosopraan, tenor, bariton, gemengd koor en orkest

## Publicaties
- Michael Tippett: Those Twentieth Century Blues (Autobiografie), Hutchinson, Londen 1991, ISBN 0712660593